# Funt palestyński
Funt palestyński (ang. Palestine pound; arab. جنيه فلسطيني; hebr. (א"י) פוּנְט פַּלֶשְׂתִינָאִי, funt palestina’i (E.J.)) – waluta będąca oficjalnym środkiem płatniczym w Mandacie Palestyny w latach 1927–1948, Transjordanii (1927–1949) i Izraelu (1948–1952), a także tymczasowo na Cyprze (1942).
W okresie mandatu za politykę pieniężną odpowiadała Palestine Currency Board. Emitowała ona banknoty o nominałach: 500 milów, 1 funt, 5, 10, 50 i 100 funtów. Emitowane monety były w następujących nominałach: 1 mil, 2 mile, 5, 10, 20, 50 i 100 milów.
Po powstaniu Izraela emitentem banknotów, na podstawie specjalnej umowy z rządem, został Anglo-Palestine Bank. Na banknotach stosowano zmienioną, hebrajską nazwę waluty, a nie oficjalną z czasów mandatu brytyjskiego. Nominały obejmowały: 500 milów, 1 funta, 5, 10 i 50 funtów. W przypadku monet wyemitowano tylko jeden nominał 25 milów.
W Transjordanii funt został zastąpiony w 1949 roku dinarem, w Izraelu w 1952 roku funtem izraelskim, a na Cyprze w 1942 roku powrócono do funta cypryjskiego.

## Historia

### W Mandacie Palestyny, Transjordanii i na Cyprze
23 listopada 1917 roku, po przybyciu British Army do Palestyny, gen. Edmund Allenby ogłosił, że dotychczasowe waluty będące w obiegu na tym obszarze będą uznawane przez władzę brytyjską za nielegalne. Tym samym nowym, legalnym środkiem płatniczym ustanowiono funta egipskiego. Sytuacja ta nie zmieniła się po międzynarodowej konferencji w San Remo w 1920 roku, kiedy zadecydowano o podziale terytoriów Imperium Osmańskiego na Bliskim Wschodzie. Wówczas administrację nad Palestyną przydzielono w formie mandatu Brytyjczykom. 1 lutego 1921 roku podano do wiadomości, że egipskie złoto, banknoty, srebro, niklowe monety oraz brytyjskie suwereny będą legalnymi środkami płatniczymi w mandacie.
23 grudnia 1926 roku Palestine Currency Board złożyła zamówienie na wybicie monet dla Mandatu Palestyny w Royal Mint z podaniem odpowiednich rozmiarów, wag, składu i projektów. Z kolei kontrakt na druk banknotów został podpisany w marcu 1927 roku z drukarnią Thomas de la Rue. Pierwszy transport monet wyjechał z Londynu już 16 czerwca 1927 roku. Banknoty, które miały znaleźć się w obiegu 1 września 1927 roku, miały następujące nominały: 500 milów, 1 funt, 5, 10, 50 i 100 funtów. Nominały monet wynosiły: 1 mil, 2 mile, 5, 10, 20, 50 i 100 milów. Miały one zostać wypuszczone do obiegu miesiąc później, w październiku. Jednak trzęsienie ziemi w Palestynie i problemy z wprowadzeniem nowej waluty sprawiły, że datę tę przesunięto na 1 listopada 1927 roku. Data ta została oprotestowana przez społeczność arabską, ponieważ przypadała na przeddzień dziesiątej rocznicy ogłoszenia Deklaracji Balfoura, ale władze mandatowe nie odstąpiły od decyzji. Wszystkie banknoty i monety miały napisy w językach angielskim, arabskim i hebrajskim. Środowiska żydowskie nazywała funta palestyńskiego lirą Ziemi Izraela (lira Erec-Jisra’el, hebr. לירה ארץ-ישראל lub akronim לירה א’’י/לא’’י).
W celu należytego wykonania wymiany waluty Barclays Bank otworzył w Palestynie 20 oddziałów. Z kolei Transjordania była uważana przez Brytyjczyków za gospodarczą jedność z Palestyną. Palestine Currency Board była odpowiedzialna również za pieniądz obiegowy w emiracie, dlatego i tam wysłano konsygnatariuszy odpowiedzialnych za wymianę waluty. W 1928 roku ogłoszono, że z dniem 31 marca 1928 roku egipskie złoto, srebro, banknoty i monety przestaną być legalnym środkiem płatniczym. Suwereny wycofano z obiegu 29 lutego 1928 roku. Władze Transjordanii ogłosiły, że funt palestyński stanie się oficjalnym środkiem płatniczym emiratu z dniem 1 listopada 1928 roku.
We wrześniu 1931 roku Palestine Currency Board porzuciła standard złota.
W kwietniu i maju 1942 roku Palestine Currency Board napotkała problemy z dostępnością niklu potrzebnego do wybicia monet o nominale 5, 10 i 20 milów (składały się one w 75% z miedzi i w 25% z niklu). Nikiel był wówczas wykorzystywany przez przemysł zbrojeniowy, co wymusiło zmianę składu stopu na brąz (97% miedzi, 2,5% cynku, 0,5% cyny). Nie był to jednak stop brązu identyczny do tego, który używany był do monet o nominale 1 mila i 2 mili z lat 1927–1941 (95,5% miedzi, 1,5% cynku, 3% cyny). Tym, co je odróżniało, był wybity otwór na środku monet 5, 10 i 20 milów.
W trakcie wojny doszło do problemu z obiegiem pieniądza na Cyprze. Wśród jego mieszkańców zaszło zjawisko tezauryzacji pieniądza i pojawiło się zjawisko jego niedoboru. W związku z problemem dostarczenia dodatkowych cypryjskich banknotów z Wielkiej Brytanii administracja Kolonii Korony Brytyjskiej 3 lutego 1942 roku wystosowała prośbę o tymczasowe uzyskanie części pieniędzy Palestine Currency Board. Administracja mandatu zgodziła się na to i przekazała Cyprowi 100 000 funtów palestyńskich w banknotach o wartości 5 funtów oraz 50 000 funtów palestyńskich w banknotach o nominale jednego funta palestyńskiego. Dalsze problemy z pieniądzem sprawiły, że władze Cypru zostały zmuszone do wypuszczenia do obiegu pieniędzy mandatu. W związku z tym, że Cypr posiadał własne struktury zajmujące się pieniądzem (funt cypryjski), to należało na to uzyskać specjalne zgody. 5 maja 1942 roku funt palestyński stał się legalnym środkiem płatniczym na Cyprze. 17 listopada 1942 roku funt palestyński został wycofany z obiegu na Cyprze. Źródła podają, że w trakcie wojny w Egipcie fałszowano banknoty o nominale 50 i 100 funtów palestyńskich, a III Rzesza podrabiała dla swoich wysłanników na Bliskim Wschodzie banknoty o nominale 5 funtów palestyńskich.
Po wojnie składy stopów monet powróciły do swoich standardów z 1927 roku (brąz lub miedzionikiel). W 1947 roku Palestine Currency Board zamówiła w Royal Mint monety o nominale 1 mila, 2 mili, 5 i 10 milów z wybitym rokiem 1947. W tym samym roku okazało się, że brytyjski mandat nad Palestyną będzie wygaszany i Palestine Currency Board zadecydowała o wstrzymaniu emisji i przetopie wybitych monet.
22 lutego 1948 roku rząd Wielkiej Brytanii ogłosił, że Palestyna oraz Transjordania zostały wykluczone ze strefy funta szterlinga. Funt palestyński przestał być oficjalną walutą w Transjordanii w 1949 roku i został zastąpiony dinarem jordańskim. Po wygaśnięciu mandatu brytyjskiego w Palestynie funt palestyński pozostawał jeszcze w użyciu w zajętej przez Egipt Strefie Gazy do 9 czerwca 1951 roku.

### W Państwie Izrael
17 sierpnia 1948 roku tymczasowy rząd Izraela uchwalił Zarządzenie o walucie nr 19, które wprowadziło nową, oficjalną walutę nowo utworzonego państwa, o nazwie funt izraelski. Zastąpiła ona używany dotychczas na obszarze Mandatu Palestyny funt palestyński. Dokument stwierdzał, że od dnia jego uchwalenia każde odniesienie do „funta lub funta palestyńskiego lub liry Erec Jisra’el lub liry E.J. lub LP lub liry” będzie stanowić odniesienie do funta izraelskiego. Ustanowiono także, że jeden funt będzie się równał 1000 prutom. Zarządzenie ustanowiło ważność funta palestyńskiego do dnia 15 września 1948 roku, którego kurs wymiany w stosunku do funta izraelskiego ustalono na 1:1. Banknoty miały być emitowane przez Anglo-Palestine Bank na mocy umowy pomiędzy rządem tymczasowym a samym bankiem, za zgodą Ministerstwa Finansów Izraela (wynikało to z Zarządzenia o banknotach nr 18). Umowa ta stanowiła, że podmiotowi emitującemu banknoty nie będą przysługiwały status i uprawnienia banku centralnego.
Decyzję o wprowadzeniu nowej waluty uzasadniano w prasie niezależnością finansową państwa w polityce zagranicznej i wewnętrznej oraz swobodą w wydatkach na wojsko i zbrojenia.
Druk banknotów zlecono American Banknote Company jeszcze przed ustaniem brytyjskiego mandatu w Palestynie. Wobec tego na banknotach nie widniała nazwa nowego państwa. Drukarnia nie zawarła na nich także informacji, że będą one legalnym środkiem płatniczym. Stwierdzenie to umieszczono na banknotach później. Zmianie uległa hebrajska nazwa waluty (lira Erec-Jisra’el, hebr. akronim לירה א''י) i szata graficzna (użyto giloszy wykorzystywanych przy druku banknotów dla Chin). Wycofanie się administracji mandatowej wiązało się z wywozem banknotów, które były w obiegu w mandacie. Żydowskie przywództwo w ramach przygotowań do ogłoszenia niepodległości państwa obawiało się, że zamówione banknoty mogą nie dotrzeć do kraju na czas. Wobec tego Anglo-Palestine Bank, za zgodą władz Jiszuwu, zamówił w drukarni Shoshani Printing House w Tel Awiwie banknoty zastępcze. Banknoty nie weszły do obiegu, były zmagazynowane i zniszczono je w październiku 1948 roku.
Zamówione w American Banknote Company banknoty nie zawierały informacji o tym, że są legalnym środkiem płatniczym. Wynikało to z faktu, iż druk pieniędzy dla innego państwa przez amerykańskie drukarnie musiał być zatwierdzony przez Sekretarza Stanu. Ponieważ banknoty były zamówione jeszcze przed powstaniem Państwa Izrael i przed ustanowieniem oficjalnej nazwy państwa, to American Banknote Company nie zamieściła na nich informacji o drukarni, z której pochodzą. Stwierdzenie, że banknoty są legalnym środkiem płatniczym, Izraelczycy dodrukowali na nich później.
Anglo-Palestine Bank był wyłącznie odpowiedzialny za emisję banknotów, nie powierzono mu misji bicia monety. Krótko po powstaniu państwa rządzący zorientowali się, że ilość monet Mandatu Palestyny była niewystarczająca. Wobec tego Izraelskie Towarzystwo Numizmatyczne zostało poproszone o przygotowanie projektu nowej monety. W ten sposób zaczęto wybijać monetę o nominale 25 milów. Nazwę nominału postanowiono pozostawić taką samą jak za czasów mandatu. Monety były wybijane w Holonie i Jerozolimie.
W 1952 roku funt palestyński został ostatecznie zastąpiony funtem izraelskim.

### Funt palestyński i Autonomia Palestyńska
Banknoty funta palestyńskiego przedstawiające Kopułę na Skalę były używane przez Jasira Arafata do uzasadnienia, że Palestyńczycy są jedynymi, którzy posiadają prawa do Palestyny . Premier Mohammed Sztajeh zaproponował wprowadzenie funta palestyńskiego jako oficjalnej waluty Autonomii Palestyńskiej. Podkreślił, że Palestyńczycy nie są zmuszeni do bycia uzależnionymi od izraelskiego szekla. Specjaliści od prawa międzynarodowego stanowią jednak, że zgodnie z podpisanym przez Palestyńczyków i Izraelczyków tzw. Protokołem paryskim palestyńska gospodarka jest zależna od izraelskiej kontroli nad granicami zewnętrznymi oraz poborem ceł i podatku VAT. Niektórzy palestyńscy ekonomiści uważają, że wprowadzenie w Autonomii Palestyńskiej funta pogłębiłoby ekonomiczny kryzys Palestyńczyków, a także zaogniłoby stosunki polityczne z Izraelem . 

## Banknoty i monety

### Emisja Palestine Currency Board

#### Banknoty
| Nominał banknotu | Grafika | Data emisji      | Data wycofania   | Kolor                 | Opis |
| ---------------- | ------- | ---------------- | ---------------- | --------------------- | --- |
| 500 milów        |         | 1 listopada 1927 | 17 sierpnia 1948 | purpurowy             | Awers przedstawia grób Racheli w Betlejem, nazwę emitenta, numer, nominał i datę emisji; rewers przedstawia Cytadelę Dawida.              |
| 1 funt           |         | 1 listopada 1927 | 17 sierpnia 1948 | zielony i czarny      | Awers przedstawia Kopułę na Skale w Jerozolimie, nazwę emitenta, numer, nominał i datę emisji; rewers przedstawia Cytadelę Dawida.        |
| 5 funtów         |         | 1 listopada 1927 | 17 sierpnia 1948 | czerwony i czarny     | Awers przedstawia Białą Wieżę/Wieżę Krzyżowców w Ramli, nazwę emitenta, numer, nominał i datę emisji; rewers przedstawia Cytadelę Dawida. |
| 10 funtów        |         | 1 listopada 1927 | 17 sierpnia 1948 | niebieski i czarny    | Awers przedstawia Białą Wieżę/Wieżę Krzyżowców w Ramli, nazwę emitenta, numer, nominał i datę emisji; rewers przedstawia Cytadelę Dawida. |
| 50 funtów        |         | 1 listopada 1927 | 17 sierpnia 1948 | pomarańczowy i czarny | Awers przedstawia Białą Wieżę/Wieżę Krzyżowców w Ramli, nazwę emitenta, numer, nominał i datę emisji; rewers przedstawia Cytadelę Dawida. |
| 100 funtów       |         | 1 listopada 1927 | 17 sierpnia 1948 | zielony i czarny      | Awers przedstawia Białą Wieżę/Wieżę Krzyżowców w Ramli, nazwę emitenta, numer, nominał i datę emisji; rewers przedstawia Cytadelę Dawida. |

#### Monety
| Nominał monety | Grafika                         | Data             | Data             | Parametry                       | Parametry | Parametry          | Opis |
| Nominał monety | Grafika                         | Wprowadzenia     | Wycofania        | Stop                            | Waga      | Wymiary (średnica) | Opis |
| -------------- | ------------------------------- | ---------------- | ---------------- | ------------------------------- | --------- | ------------------ | --- |
| 1 mil          |                                 | 1 listopada 1927 | 17 sierpnia 1948 | 95,5% miedź, 1,5% cynk, 3% cyna | 3,2 g     | 21 mm              | Awers zawiera nazwę Palestyny w trzech językach: arabskim (فلسطين), angielskim (Palestine) i hebrajskim (פלשתינה א”י) oraz rok emisji. Rewers zawiera nominał w trzech językach: hebrajskim, angielskim i arabskim oraz gałązkę oliwną. |
| 2 mile         |                                 | 1 listopada 1927 | 17 sierpnia 1948 | 95,5% miedź, 1,5% cynk, 3% cyna | 7,8 g     | 28 mm              | Awers zawiera nazwę Palestyny w trzech językach: arabskim (فلسطين), angielskim (Palestine) i hebrajskim (פלשתינה א”י) oraz rok emisji. Rewers zawiera nominał w trzech językach: hebrajskim, angielskim i arabskim oraz gałązkę oliwną. |
| 5 milów        |                                 | 1 listopada 1927 | 17 sierpnia 1948 | 75% miedź, 25% nikiel           | 2,9 g     | 20 mm              | Awers zawiera nazwę Palestyny w trzech językach: arabskim (فلسطين), angielskim (Palestine) i hebrajskim (פלשתינה א”י), rok emisji i wieniec wokół otworu. Rewers zawiera nominał w trzech językach: hebrajskim, angielskim i arabskim.  |
| 5 milów        |                                 | 1 listopada 1927 | 17 sierpnia 1948 | 97% miedź, 2,5% cynk, 0,5% cyna | b.d.      | 20 mm              | Awers zawiera nazwę Palestyny w trzech językach: arabskim (فلسطين), angielskim (Palestine) i hebrajskim (פלשתינה א”י), rok emisji i wieniec wokół otworu. Rewers zawiera nominał w trzech językach: hebrajskim, angielskim i arabskim.  |
| 10 milów       |                                 | 1 listopada 1927 | 17 sierpnia 1948 | 75% miedź, 25% nikiel           | 6,5 g     | 27 mm              | Awers zawiera nazwę Palestyny w trzech językach: arabskim (فلسطين), angielskim (Palestine) i hebrajskim (פלשתינה א”י) i rok emisji. Rewers zawiera nominał w trzech językach: hebrajskim, angielskim i arabskim i wieniec wokół otworu. |
| 10 milów       | 97% miedź, 2,5% cynk, 0,5% cyna | 1 listopada 1927 | 17 sierpnia 1948 |                                 | 6,5 g     | 27 mm              | Awers zawiera nazwę Palestyny w trzech językach: arabskim (فلسطين), angielskim (Palestine) i hebrajskim (פלשתינה א”י) i rok emisji. Rewers zawiera nominał w trzech językach: hebrajskim, angielskim i arabskim i wieniec wokół otworu. |
| 20 milów       |                                 | 1 listopada 1927 | 17 sierpnia 1948 | 75% miedź, 25% nikiel           | 11,3 g    | 30,5 mm            | Awers zawiera nazwę Palestyny w trzech językach: arabskim (فلسطين), angielskim (Palestine) i hebrajskim (פלשתינה א”י), rok emisji i wieniec wokół otworu. Rewers zawiera nominał w trzech językach: hebrajskim, angielskim i arabskim.  |
| 20 milów       | 97% miedź, 2,5% cynk, 0,5% cyna | 1 listopada 1927 | 17 sierpnia 1948 |                                 | 11,3 g    | 30,5 mm            | Awers zawiera nazwę Palestyny w trzech językach: arabskim (فلسطين), angielskim (Palestine) i hebrajskim (פלשתינה א”י), rok emisji i wieniec wokół otworu. Rewers zawiera nominał w trzech językach: hebrajskim, angielskim i arabskim.  |
| 50 milów       |                                 | 1 listopada 1927 | 17 sierpnia 1948 | Ag 720                          | 5,83 g    | 23,5 mm            | Awers zawiera nazwę Palestyny w trzech językach: arabskim (فلسطين), angielskim (Palestine) i hebrajskim (פלשתינה א”י), rok emisji i gałązkę oliwną. Rewers zawiera nominał w trzech językach: hebrajskim, angielskim i arabskim.        |
| 100 milów      |                                 | 1 listopada 1927 | 17 sierpnia 1948 | Ag 720                          | 11,66 g   | 29 mm              | Awers zawiera nazwę Palestyny w trzech językach: arabskim (فلسطين), angielskim (Palestine) i hebrajskim (פלשתינה א”י), rok emisji i gałązkę oliwną. Rewers zawiera nominał w trzech językach: hebrajskim, angielskim i arabskim.        |

### Banknoty Anglo-Palestine Banku
| Nominał banknotu | Grafika | Data emisji      | Data wycofania  | Wymiary     | Opis |
| ---------------- | ------- | ---------------- | --------------- | ----------- | --- |
| 500 milów        |         | 18 sierpnia 1948 | 23 czerwca 1952 | 148 x 72 mm | - Awers: gilosz, nominał, The Anglo-Palestine Bank Limited (po hebrajsku i angielsku) - Rewers: gilosz, nominał, The Anglo-Palestine Bank Limited (po arabsku i angielsku) |
| 1 funt           |         | 18 sierpnia 1948 | 23 czerwca 1952 | 100 x 75 mm | - Awers: gilosz, nominał, The Anglo-Palestine Bank Limited (po hebrajsku i angielsku) - Rewers: gilosz, nominał, The Anglo-Palestine Bank Limited (po arabsku i angielsku) |
| 5 funtów         |         | 18 sierpnia 1948 | 23 czerwca 1952 | 105 x 68 mm | - Awers: gilosz, nominał, The Anglo-Palestine Bank Limited (po hebrajsku i angielsku) - Rewers: gilosz, nominał, The Anglo-Palestine Bank Limited (po arabsku i angielsku) |
| 10 funtów        |         | 18 sierpnia 1948 | 23 czerwca 1952 | 150 x 80 mm | - Awers: gilosz, nominał, The Anglo-Palestine Bank Limited (po hebrajsku i angielsku) - Rewers: gilosz, nominał, The Anglo-Palestine Bank Limited (po arabsku i angielsku) |
| 50 funtów        |         | 18 sierpnia 1948 | 23 czerwca 1952 | 159 x 84 mm | - Awers: gilosz, nominał, The Anglo-Palestine Bank Limited (po hebrajsku i angielsku) - Rewers: gilosz, nominał, The Anglo-Palestine Bank Limited (po arabsku i angielsku) |

### Izraelski mil
| Nominał monety | Grafika | Data            | Data            | Parametry                | Parametry | Parametry          | Opis |
| Nominał monety | Grafika | Wprowadzenia    | Wycofania       | Stop                     | Waga      | Wymiary (średnica) | Opis |
| -------------- | ------- | --------------- | --------------- | ------------------------ | --------- | ------------------ | --- |
| 25 milów       |         | 6 kwietnia 1949 | 6 września 1950 | 97% aluminium, 3% magnez | 3,1-3,8 g | 30 mm              | Awers przedstawia kiść winogron i nazwę państwa w językach arabskim i hebrajskim. Rewers zawiera nominał monety, napis „Mil” po arabsku i hebrajsku oraz rok zapisany po hebrajsku. Dookoła stylizowane gałązki oliwne. Motyw odwołuje się do monety bitej w czasach powstania Bar-Kochby. |